# Louis Natoire
Louis Natoire est un homme politique français né le 16 avril 1748 à Limoux (Aube) et mort le 31 juillet 1819 à Arles (Bouches-du-Rhône).

## Biographie
Avocat, conseiller général en l'an III, il est élu député des Bouches-du-Rhône au Conseil des Cinq-Cents le 24 germinal an VI.

## Sources
- « Louis Natoire », dans Adolphe Robert et Gaston Cougny, Dictionnaire des parlementaires français, Edgar Bourloton, 1889-1891 [détail de l’édition]